# 813 v.Chr.
Het jaar 813 v.Chr. is een jaartal volgens de christelijke jaartelling. 

## Gebeurtenissen

### Babylonië
- Koning Baba-aha-iddina begint zijn heerschappij over de vazalstaat Babylon. (waarschijnlijke datum)